# Phelsuma
Phelsuma Gray, 1828 è un genere di piccoli sauri della famiglia Gekkonidae, diffusi principalmente in Madagascar. I gechi di questo genere sono comunemente noti come felsume o gechi diurni.

## Descrizione
Le felsume sono riconoscibili per la livrea vivace, generalmente verde ma, a seconda della specie, può avere puntinature o striature rosse, blu, verdi o nere. Hanno pupilla tonda, caratteristica tipica delle specie diurne, tranne i gechi della specie Phelsuma guentheri. Una caratteristica unica di questi geconidi è quella di avere due sacche endolinfatiche sotto la coda, che contengono carbonato di calcio e fungono da riserva per la regolazione del calcio, utile soprattutto per le femmine in gestazione che devono produrre il guscio delle uova.

## Biologia
I gechi di questo genere sono diurni, da qui il nome comune. Hanno abitudini arboricole, tranne le specie Phelsuma barbouri e Phelsuma ocellata che sono terrestri; vivono nelle foreste calde ed umide. Si nutrono prevalentemente di insetti, ma anche di nettare e frutti. Se catturate da un predatore mettono in atto una singolare difesa: lacerano la loro stessa cute in modo da potersi divincolare e darsi alla fuga (autotomia).
Alcune specie giocano un ruolo importante come impollinatori: Phelsuma ornata, per esempio, è l'unico impollinatore di molte specie di piante presenti nel suo habitat.

## Distribuzione e habitat
La maggior parte delle specie del genere Phelsuma sono native del Madagascar, ma questi gechi hanno colonizzato anche le isole Comore, le Mascarene, le Seychelles, le Andamane, Zanzibar e Pemba, nonché altre piccole isole ed alcune località costiere dell'Africa orientale.

## Tassonomia

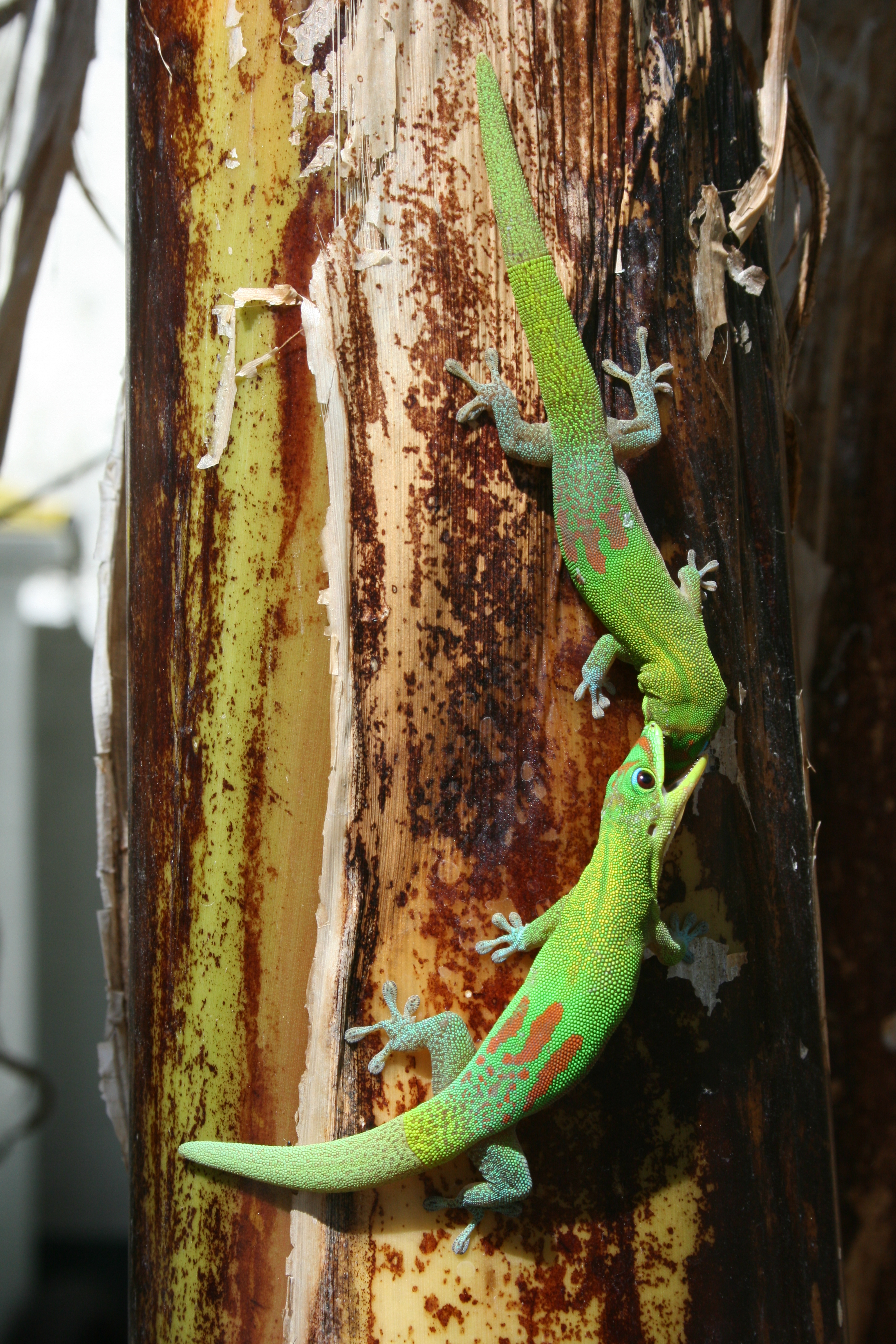
Due Phelsuma laticauda in combattimento su un banano

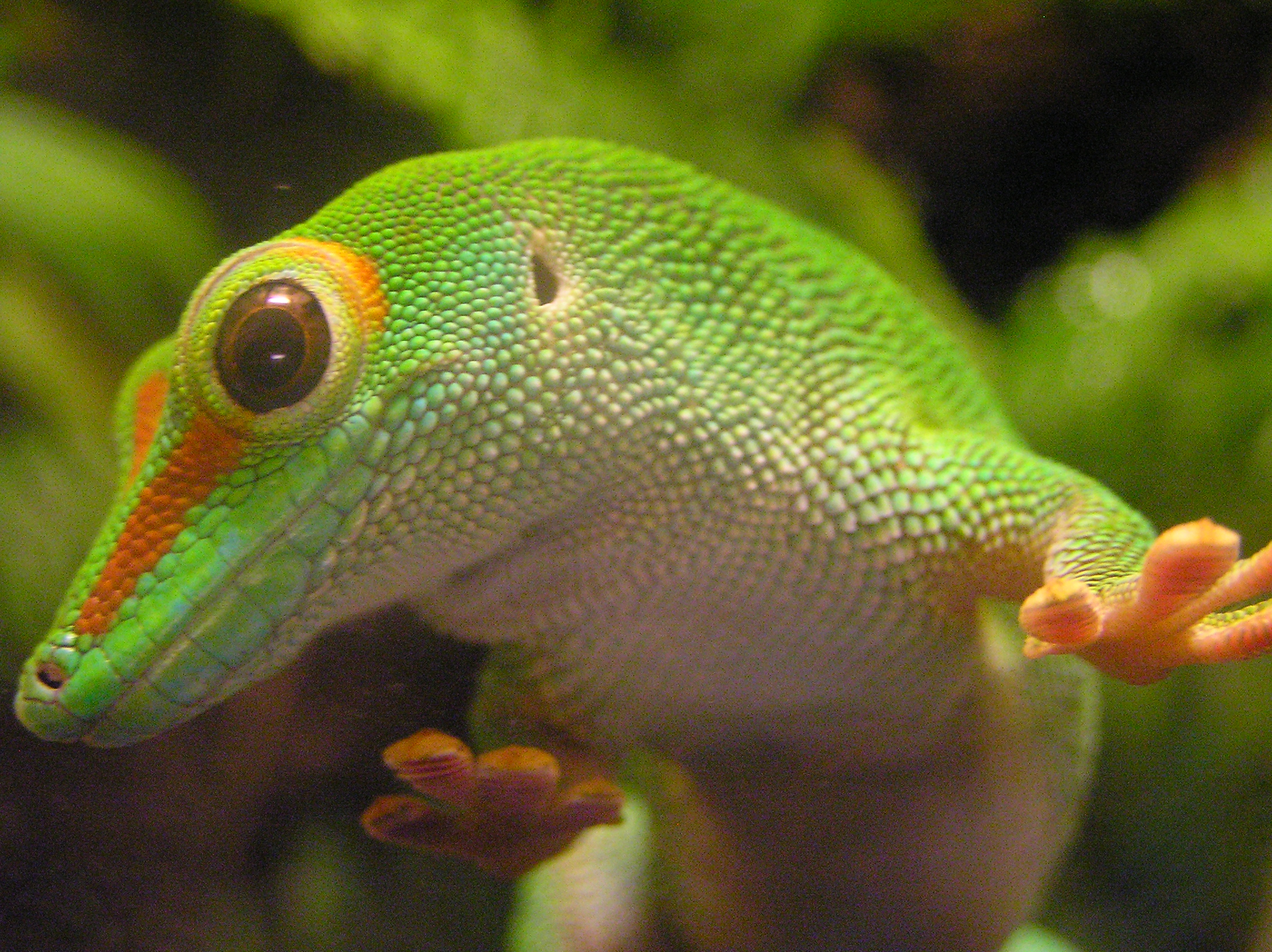
Phelsuma madagascariensis

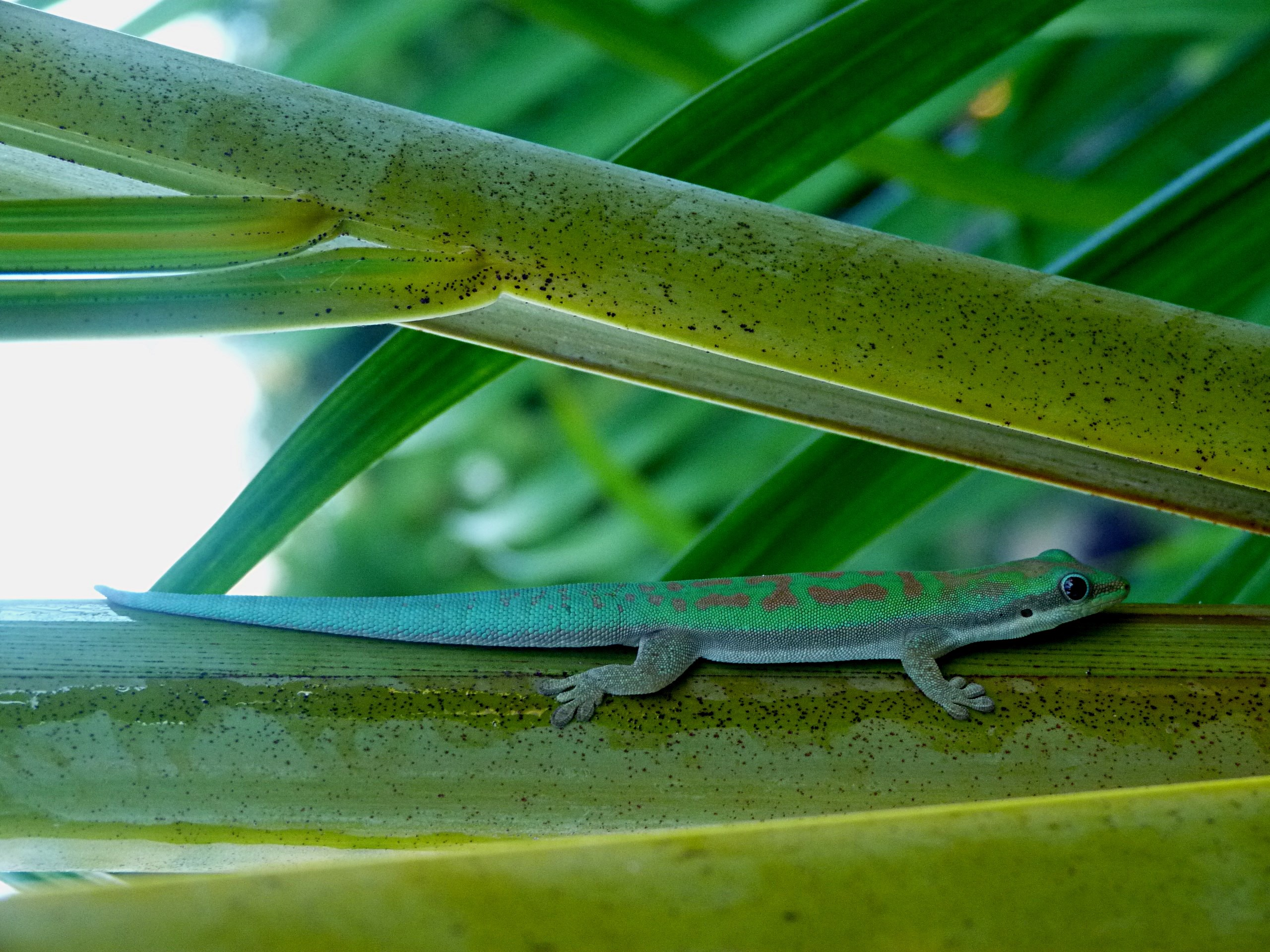
Phelsuma modesta

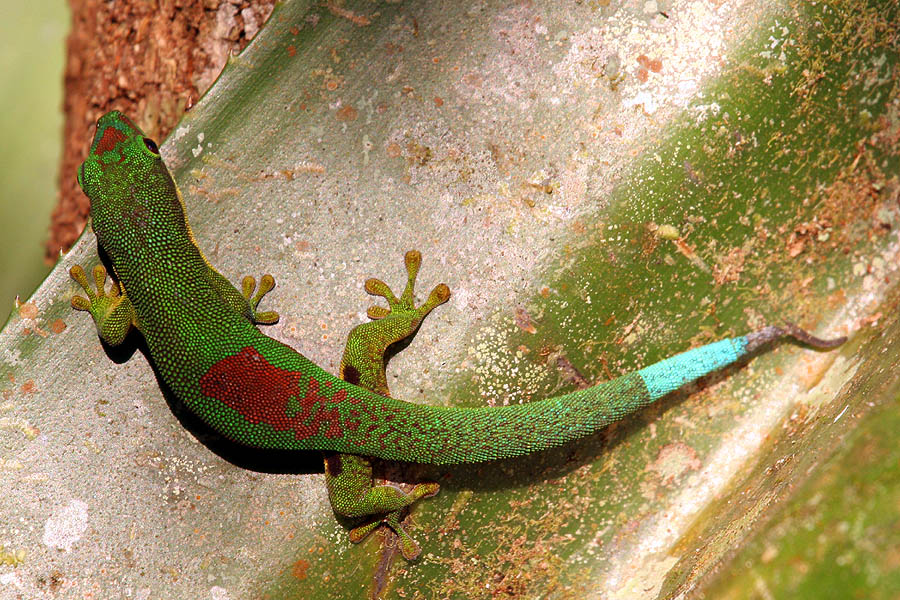
Phelsuma lineata

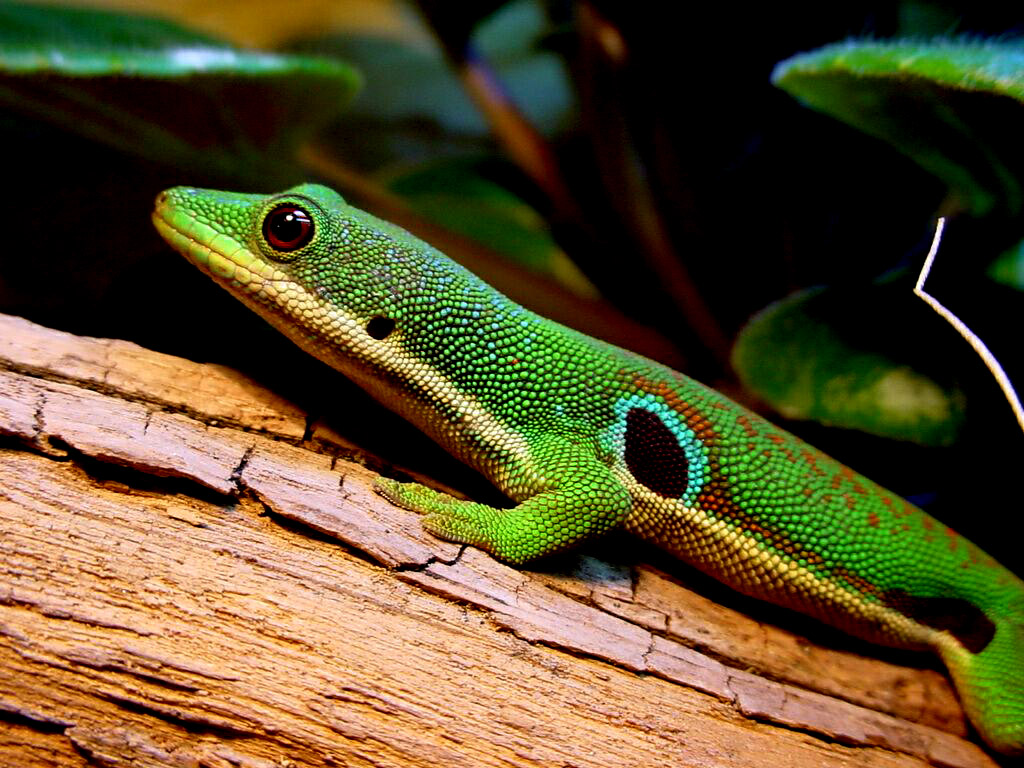
Phelsuma quadriocellata

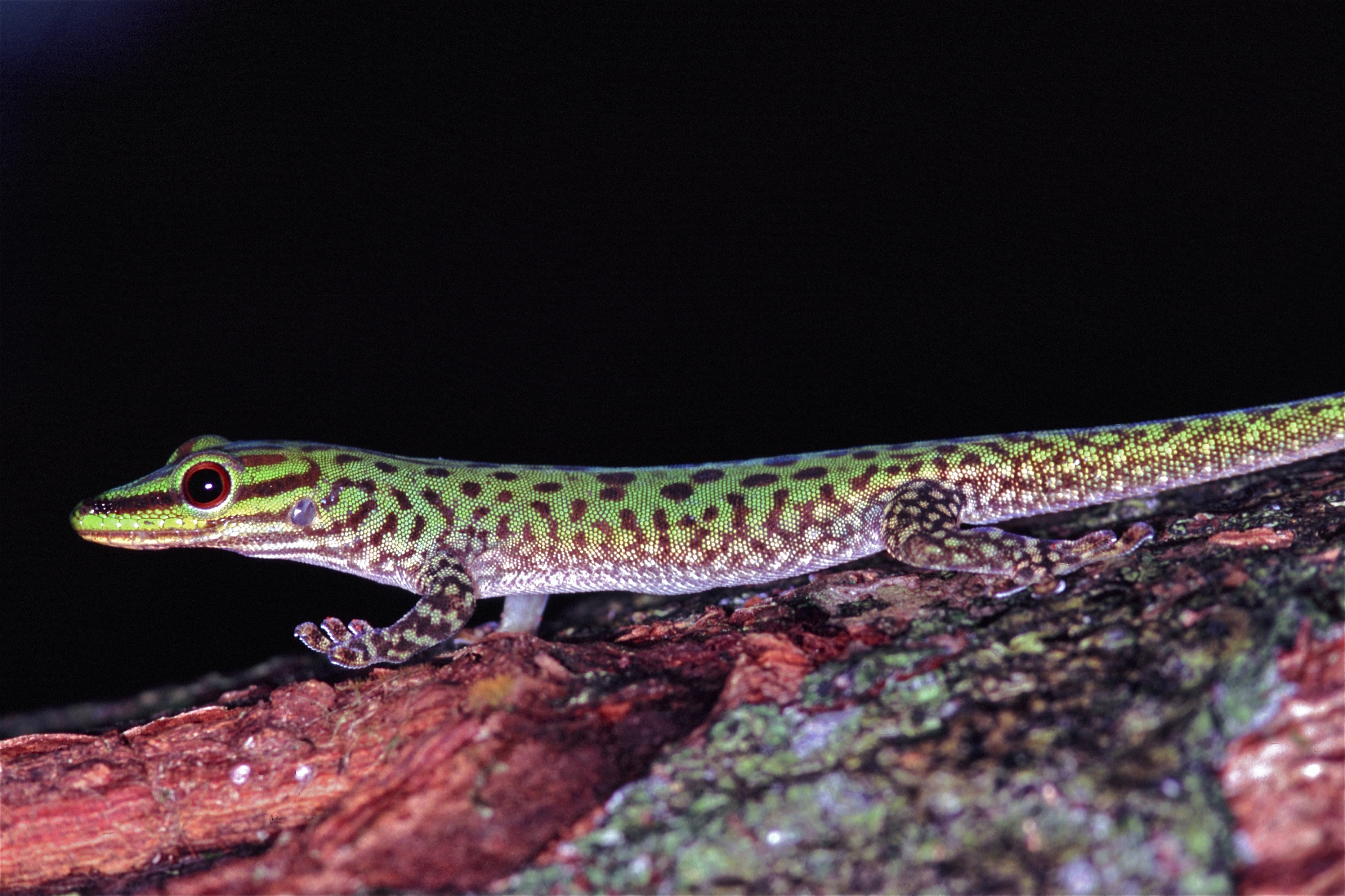
Phelsuma guttata

Il genere Phelsuma comprende attualmente (dicembre 2016) 52 specie:
- Phelsuma abbotti Stejneger, 1893 - felsuma di Abbot
- Phelsuma andamanense Blyth, 1861 - geco diurno delle Andamane
- Phelsuma antanosy Raxworthy & Nussbaum, 1993
- Phelsuma astriata Tornier, 1901 - geco diurno delle Seychelles
- Phelsuma barbouri Loveridge, 1942
- Phelsuma berghofi Krüger, 1996
- Phelsuma borai Glaw, Köhler & Vences, 2009
- Phelsuma borbonica Cheke, 1982
- Phelsuma breviceps Boettger, 1894
- Phelsuma cepediana (Milbert, 1812) - geco dalla coda blu
- Phelsuma comorensis Boettger, 191)
- Phelsuma dorsivittata Mertens, 1964
- Phelsuma dubia (Boettger, 1881)
- Phelsuma edwardnewtoni Vinson & Vinson, 1969
- Phelsuma flavigularis Mertens, 1962
- Phelsuma gigas (Liénard, 1842) † - geco gigante diurno di Rodrigues
- Phelsuma gouldi Crottini, Gehring, Glaw, Harris, Lima & Vences, 2011
- Phelsuma grandis Gray, 1870
- Phelsuma guentheri Boulenger, 1885 - geco diurno di Round Island
- Phelsuma guimbeaui Mertens, 1963
- Phelsuma guttata Kaudern, 1922
- Phelsuma hielscheri Rösler, Obst & Seipp, 2001
- Phelsuma hoeschi Berghof & Trautmann, 2009
- Phelsuma inexpectata (Mertens, 1966)
- Phelsuma kely Schönecker, Bach & Glaw, 2004
- Phelsuma klemmeri Seipp, 1991
- Phelsuma kochi Mertens, 1954
- Phelsuma laticauda (Boettger, 1880) - felsuma dalla coda larga
- Phelsuma lineata Gray, 1842 - felsuma lineata
- Phelsuma madagascariensis Gray, 1831 - geco diurno del Madagascar
- Phelsuma malamakibo Nussbaum et al., 2000
- Phelsuma masohoala Raxworthy & Nussbaum, 1994
- Phelsuma modesta Mertens, 1970
- Phelsuma mutabilis (Grandidier, 1869)
- Phelsuma nigristriata Meier, 1984
- Phelsuma ornata Gray, 1825 - geco diurno delle Mauritius
- Phelsuma parkeri Loveridge, 1941
- Phelsuma parva Meier, 1983
- Phelsuma pasteuri Meier, 1984
- Phelsuma pronki Seipp, 1994
- Phelsuma pusilla Mertens, 1964
- Phelsuma quadriocellata (Peters, 1883) - geco diurno di Peacock
- Phelsuma ravenala Raxworthy, Ingram, Rabibisoa & Pearson, 2007
- Phelsuma robertmertensi Meier, 1980
- Phelsuma roesleri Glaw, Gehring, Köhler, Franzen & Vences, 2010
- Phelsuma rosagularis Vinson & Vinson, 1963
- Phelsuma seippi Meier, 1987
- Phelsuma serraticauda Mertens, 1963
- Phelsuma standingi Methuen & Hewitt, 1913 - felsuma di Standing
- Phelsuma sundbergi Rendahl, 1939 - geco diurno gigante delle Seychelles
- Phelsuma v-nigra Boettger, 1913
- Phelsuma vanheygeni Lerner, 2004 - geco diurno di van Heygen

### Sinonimi obsoleti
- Phelsuma beufotakensis Borner, 1982 non è più una specie riconosciuta;
- Phelsuma leiogaster Mertens, 1973 è stata riclassificata come sottospecie di Phelsuma modesta (Phelsuma modesta leiogaster);
- Phelsuma longinsulae è stata riclassificata come sottospecie di Phelsuma sundbergi (Phelsuma sunbergi longinsulae Rendahl, 1939)